# Patti D'Arbanville
Patricia d'Arbanville, dite Patti D'Arbanville, est un mannequin et une actrice américaine née le 25 mai 1951 à New York.

## Biographie
Patti D'Arbanville commence sa carrière à 17 ans, sous la direction de Paul Morrissey et d'Andy Warhol dans le film Flesh. 
Francophone et mariée avec l'acteur français Roger Miremont dans les années 1970, elle fait quelques films en France, comme La Maison de Gérard Brach avec Michel Simon et Paul Préboist, ou Sois belle et tais-toi de Delphine Seyrig.
Elle joue dans des comédies à succès, Tendre Combat (1979, titre original : The Main Event) où elle apparait aux côtés de Barbra Streisand, Ryan O'Neal, Kristine DeBell, et dans Vous brillez donc, oui ! (en) (1981), aux côtés de Chevy Chase. 
Dans les années 1980, elle participe à de nombreuses séries TV, Drôles de dames, Arabesque, Deux Flics à Miami.
Au cinéma, elle joue dans le film dramatique Comme un cheval fou (1988), et aux côtés de Robert De Niro et Wesley Snipes dans le thriller Le Fan (1996). 
De 1994 à 1997, elle tient le rôle du lieutenant Virginia Cooper dans la série New York Undercover, mais le casting de la série ayant été profondément modifié pour la quatrième et dernière saison, son rôle n'a pas été reconduit. De 1998 à 2000, Patti d'Arbanville a joué dans plusieurs épisodes de la série télévisée Guiding Light. 
Elle a été nommée en 2000 pour son rôle dans le « soap opera » Digest Award. De 1999 à 2005, on l'a également vue dans la série New York 911, où elle incarne la mère de « Bosco ». 

### Vie privée
De 1968 à 1970, Patti D'Arbanville fréquente le chanteur Cat Stevens, et lui inspire la célèbre chanson Lady D'Arbanville puis, après leur rupture, un autre de ses grands succès Wild World.
Patti D'Arbanville a été mariée trois fois : la première avec l'acteur français Roger Miremont, de 1975 à 1980, la seconde avec Steve Curry et la troisième, de 1993 à 2000, avec Terry Quinn de qui elle a eu trois enfants.
Avec l'acteur Don Johnson, elle a également eu un fils Jesse Wayne Johnson, né le 7 décembre 1982 dans le Colorado, également devenu acteur.

## Filmographie

### Années 1968-1979
- 1968 : Flesh de Paul Morrissey : l'amante de Geri
- 1970 : La Maison de Gérard Brach : Lorraine
- 1971 : La Saignée de Claude Mulot : Hillary
- 1974 : L'Amour de Paul Morrissey : Patty
- 1975 : Rancho Deluxe de Frank Perry : Betty Fargo
- 1976 : Once an Eagle (TV) de Richard Michaels (en) et E. W. Swackhamer : Michele
- 1977 : Bilitis de David Hamilton : Bilitis
- 1977 : La Fille d'Amérique de David Newman : Ronni Williams
- 1978 : Mr Boo fait de la télévision (Mai shen qi) de Michael Hui
- 1978 : Graffiti Party (Big Wednesday) de John Milius : SallyT
- 1978 : The Eddie Capra Mysteries (en) (TV), épisode 2 Where they smoke
- 1978 : The Fifth Floor (en) d'Howard Avedis (en) : Cathy
- 1979 : Tendre Combat (The Main Event) d'Howard Zieff : Donna
- 1979 : C'était demain (Time After Time) de Nicholas Meyer : Shirley

### Années 1980-1989
- 1980 : Barnaby Jones (TV) : Jessica Collins (épisode 1)
- 1980 : Les Fous de la moto (Hog Wild) de Les Rose : Angie Barnes
- 1980 : Drôles de dames (Charlie's Angel) (TV) : Bianca Blake (épisode 1)
- 1981 : Sois belle et tais-toi de Delphine Seyrig : elle-même
- 1981 : Vous brillez donc, oui ! (en) de Ken Shapiro : Darcy
- 1982 : Darkroom (TV) : Babette (épisode 1)
- 1984 : Arabesque (Murder, She Wrote) : Leslie Ander (épisode 1)
- 1985 : Profession : Génie (Real Genius) de Martha Coolidge : Sherry Nugil
- 1985 : De sang-froid (The Boys Next Door) de Penelope Spheeris : Angie
- 1985 : Deux Flics à Miami (Miami Vice) (TV) : Mrs Stone (épisode 1)
- 1986 : Les Incorruptibles de Chicago (Crime Story) (TV), épisode 1
- 1988 : Call Me de Sollace Mitchell : Cori
- 1988 : Crossing the Mob (TV) de Steven Hilliard Stern : Lucy Conte
- 1988 : Comme un cheval fou (Fresh Horses) de David Anspaugh : Jean
- 1988 : Jack Killian, l'homme au micro (Midnight Caller) (TV) : Jordan (épisode 1)
- 1989 : Le Voyageur (The Hitchhiker) (TV), épisode 1
- 1989 : Wired de Larry Peerce : Cathy Smith
- 1989 : Un flic dans la mafia (Wiseguy) (TV) : Amber Twine / Theresa Demante (épisode 12)

### Années 1990-1999
- 1990 : Snow Kill (TV) de Thomas J. Wright : Lauren Crane
- 1992 : New York, police judiciaire (Law & Order) (TV) : Betty Drake (épisode 1)
- 1992 : Cover up (titre français du DVD) (Frame-Up II: The Cover-Up ou, en vidéo, Deadly Conspiracy) de "Paul Leder" : Barbara Griffin
- 1993 : Blind Spot (TV) de Michael Toshiyuki Uno : Lucinda
- 1994 : New York Undercover (TV) : le lieutenant Virginia Cooper (saisons 1-3)
- 1996 : Le Fan (The Fan) de Tony Scott : Ellen Renard
- 1997 : Drôles de pères de Ivan Reitman : Shirley Trainor
- 1999 : New York 911 (Third Watch) (TV) : Rose Boscorelli (1999-2005)

### Années 2000-2010
- 2006 : World Trade Center d'Oliver Stone : la voisine de Donna
- 2006 : Rescue Me : Les Héros du 11 septembre (Rescue Me) (TV) : Ellie (trois épisodes 2006-2007)
- 2007 : Dangereuse séduction (Perfect Stranger) de James Foley : Esmeralda
- 2010 : Morning Glory de Roger Michell : la mère de Becky

## Voix françaises
- Dorothée Jemma dans Drôles de dames (1980)